# Bevolkingsonderzoek
Een bevolkingsonderzoek  of screening is het onderzoeken van een in principe gezonde populatie om asymptomatische gevallen van een ziekte of aandoening op het spoor te komen, in de veronderstelling dat deze aandoening in een vroeg stadium misschien beter te behandelen is. Een bevolkingsonderzoek naar ziekten in een vroeg stadium valt onder de secundaire preventie van ziekten. 
Om voor screening in aanmerking te komen moet een aandoening aan een aantal voorwaarden voldoen:
1. Er moet een test bestaan met een hoge specificiteit en sensitiviteit, zodat het percentage fout-positieven laag is, evenals het percentage fout-negatieven.
2. De aandoening in kwestie moet een asymptomatisch voorstadium hebben.
3. De aandoening moet bij behandeling in een vroeg stadium een duidelijke betere prognose hebben dan bij latere ontdekking.
4. De test mag zelf niet tot merkbare ziekte of bijwerkingen aanleiding geven
5. Het onderzoek moet betaalbaar zijn (er moeten in relatie tot de kosten van het onderzoek voldoende vaak gevallen worden gevonden om het de moeite waard te maken).

Zo is weleens het idee geopperd om rokers op latere leeftijd jaarlijks voor een longfoto op te roepen; dit bleek niet werkbaar omdat aan punt 1, 3, en 4 niet werd voldaan: een longtumor kan in drie maanden verschijnen, de prognose blijft zelfs bij vroege ontdekking slecht, en het blootstellen van grote bevolkingsgroepen aan de straling die vrijkomt bij het maken van een longfoto is niet wenselijk.
In 2016 wordt er in Nederland bij vrouwen op borstkanker (vrouwen van 50 tot 75 jaar, tweejaarlijks onderzoek) en op baarmoederhalskanker (vrouwen van 30 tot 60 jaar, vijfjaarlijks onderzoek) gescreend. Baby's worden door een hielprik op 17 aangeboren afwijkingen gescreend, onder andere fenylketonurie (PKU), adrenogenitaal syndroom (AGS) en congenitale hypothyreoïdie (CHT) en gedurende hun leven worden verschillende screenings aangeboden aan alle kinderen door de jeugdgezondheidszorg. Zwangere vrouwen kunnen een combinatietest laten doen om gescreend te worden op het syndroom van Down. Dit is een voorbeeld van prenatale screening.
Zowel mannen als vrouwen tussen 55 en 75 jaar worden in Nederland onderzocht via een bevolkingsonderzoek naar darmkanker. Zij ontvangen elke twee jaar een uitnodiging. Het bevolkingsonderzoek is gestart in 2014.